# ورزش در آسیا
ورزش به تمامی گونه‌های فعالیت فیزیکی بدن گفته می‌شود که شرکت کنندگان آن می‌توانند به صورت منظم و سازمان یافته یا گاه به گاه در آن شرکت کنند و از آن برای بهبود تناسب اندامشان یا فراهم آوردن سرگرمی و تفریح بهره ببرند.
با توجه به جمیت قاره آسیا این قاره رتبه‌های بسیار خوبی در المپیک‌های برگزار شده کسب کرده‌است.
مانند چین با جمعیت بسیاری مه دارد توانسته در رشته ژیمناستیک کسب کرده‌است یا ژاپنی‌ها یا کره ای‌ها در رشته کاراته، ووشو، جودو، تکواندو و سایر ورزش‌های رزمی مقام‌های خوبی کسب کردند.
ایران نیز در رشته کشتی مقام‌های خوبی را کسب کرده‌است.

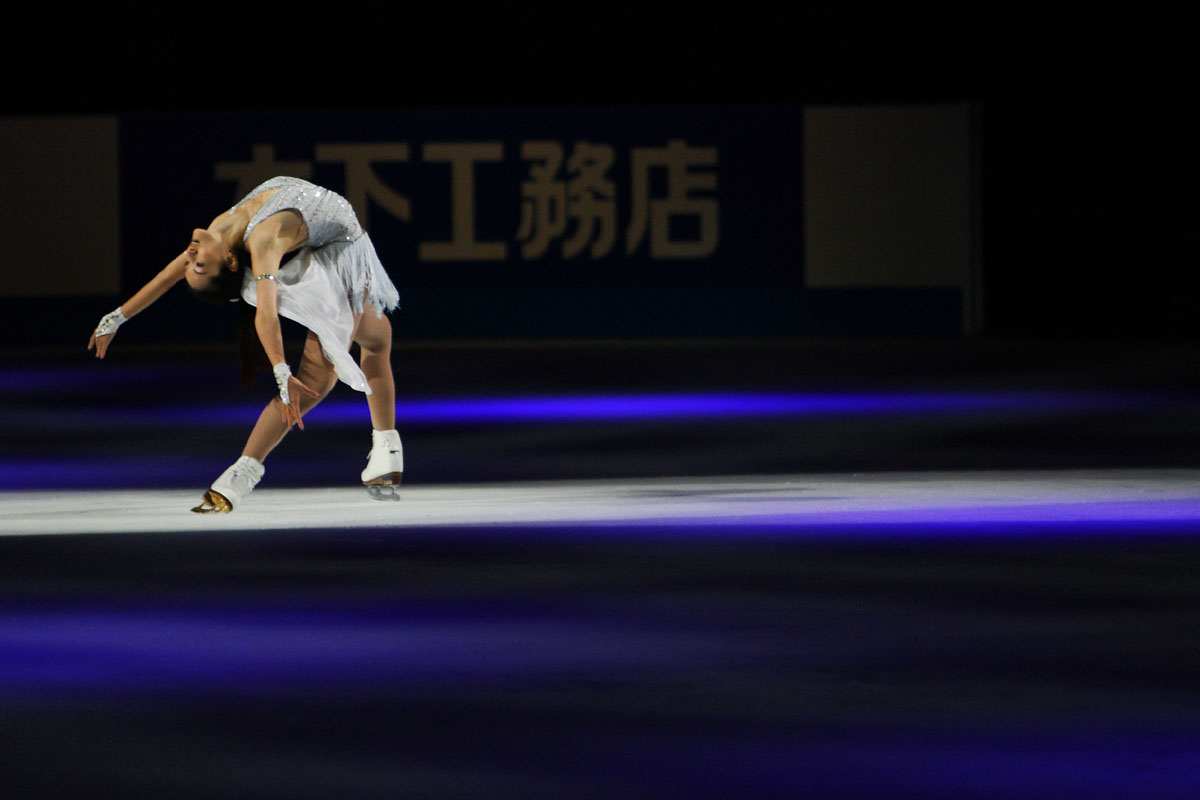
شیزوکا آراکاوا در مسابقات آزاد ژیمناستیک ژاپن

## فیزیک بدنی آسیایی‌ها
آزمایش‌های دانشمندان نشان می‌دهد که فیزیک بدنی (قد، جثه و…) آسیایی‌ها بسیار کم است. به عبارت دیگر آسیایی‌ها مخصوصاً شرق آسیا از قد و جثه کوچک‌تری برخوردارند و این دلیل باعث موفق نشدن آسیایی‌ها در رشته‌های ورزشی مختلف مانند بسکتبال، والیبال و دوومیدانی شده‌است. این چند ورزش خواهان قد بلند، جثه بلند و قدرت بدنی بالایی است و معمولاً ژاپنی‌ها و چینی‌ها و برخی از کشورهای شرق آسیا نمی‌توانند در این مسابقات رتبه‌های بالایی کسب کنند.

## ورزش های رزمی و کشتی های محلی
اغلب ورزش های رزمی در آسیا متولد شده اند. برخی انواع کشتی های محلی مانند کوراش و بلبوگلی کوراش از ازبکستان، کشتی پهلوانی از ایران، کوشتین گیری از تاجیکستان، قزاق کورسی از قزاقستان و آرنیس از فیلیپین و پنچاک سیلات از اندونزی و ووینام از ویتنام سال های اخیر مطرح شده اند. موی تای، جودو، تکواندو و کاراته هم در آسیا شکل گرفته اند.